# Sviatoslav Ólgovich
Sviatoslav Ólgovich (del ruso: Святослав Ольгович) (muerto en 1164), Príncipe de Nóvgorod (1136-1138) Nóvgorod-Síverski (1139), Bélgorod Kíevski (1141-1154) y Chernígov (1154-1164). Hijo de Oleg Sviatoslávich (Gorislávich), Príncipe de Chernígov.
Luego de la muerte de su hermano mayor, Vsévolod II, Sviatoslav y su hermano Ígor fueron expulsados de Kiev por Iziaslav Mstislávich. Sviatoslav escapó, pero Ígor fue capturado y finalmente asesinado en 1147. Sviatoslav huyó a Chernígov pero se le ordenó abandonar su ciudad, Nóvgorod Síverski, y dársela a sus primos, Iziaslav Davídovich y Vladímir Davídovich. Con la ayuda de su aliado, Yuri Dolgoruki, y su suegro, Aepa Kan, Sviatoslav empezó una guerra contra sus primos, pero fue obligado a huir a Karáchev. Luego, el 16 de enero de 1147, Sviatoslav derrotó a los hermanos Davídovichi.

## Familia
En 1108, Sviatoslav se casó con una princesa cumana, hija de Aepa Kan, quien le dio una hija y un hijo, Oleg. En 1136 Svyatoslav se casó por segunda vez, con una mujer de Nóvgorod, con quien tuvo a su célebre hijo, Ígor Sviatoslávich, protagonista del Cantar de las huestes de Ígor.